# Hårband

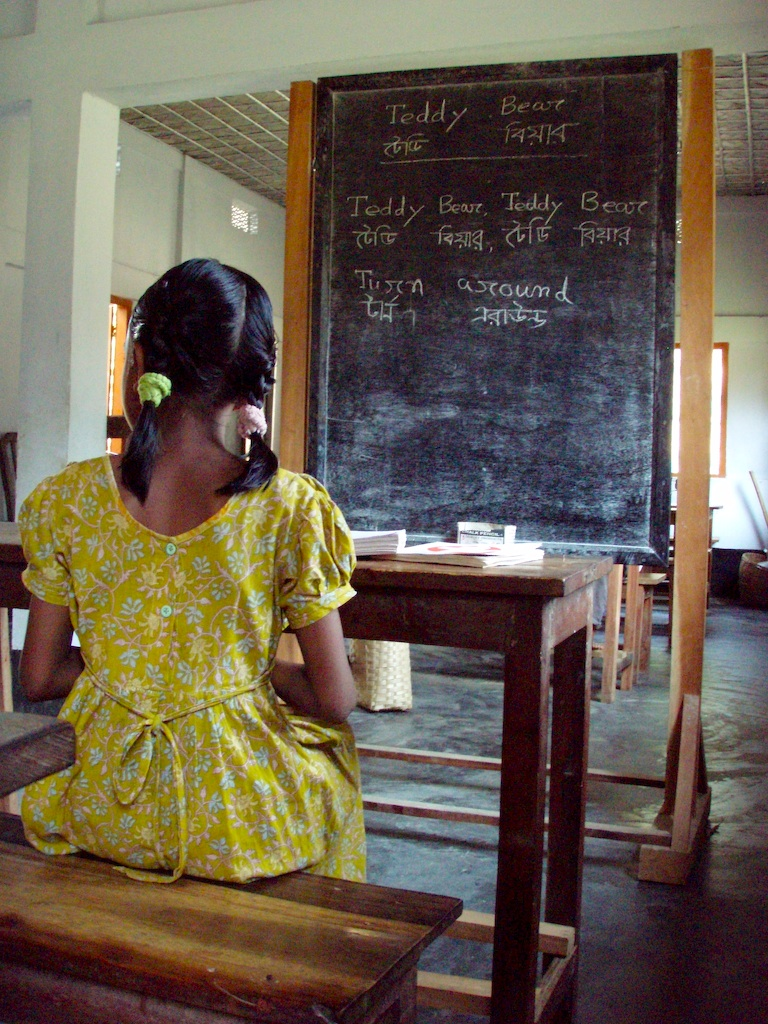
Flicka i Bangladesh med hårband i olika färger.

Hårband eller hårsnodd är ett band eller en snodd som håller ihop långt hår och även används som hårdekoration. Hårsnoddar håller ihop håret i frisyrer som hästsvans, tofsar och flätor. Ordet hårband härstammar från fornsvenskan.
Många hårsnoddar innehåller polyester.
Den enklaste formen av hårsnodd är en sluten ring av elastiskt material, en form av gummiband, vanligen täckt av textilt material som spinns eller flätas runt den elastiska kärnan. Vissa hårsnoddar tillverkas med ändarna sammanbundna av ett metallclips, men det finns även hårsnoddar där det elastiska materialet är sammansatt utan metallclips.
Under 1980-talet var en typ av trikåstickad hårsnodd med frottéliknande yta populär. I denna typ av hårsnodd är de elastiska trådarna mycket tunna och stickade tillsammans med det textila materialet.

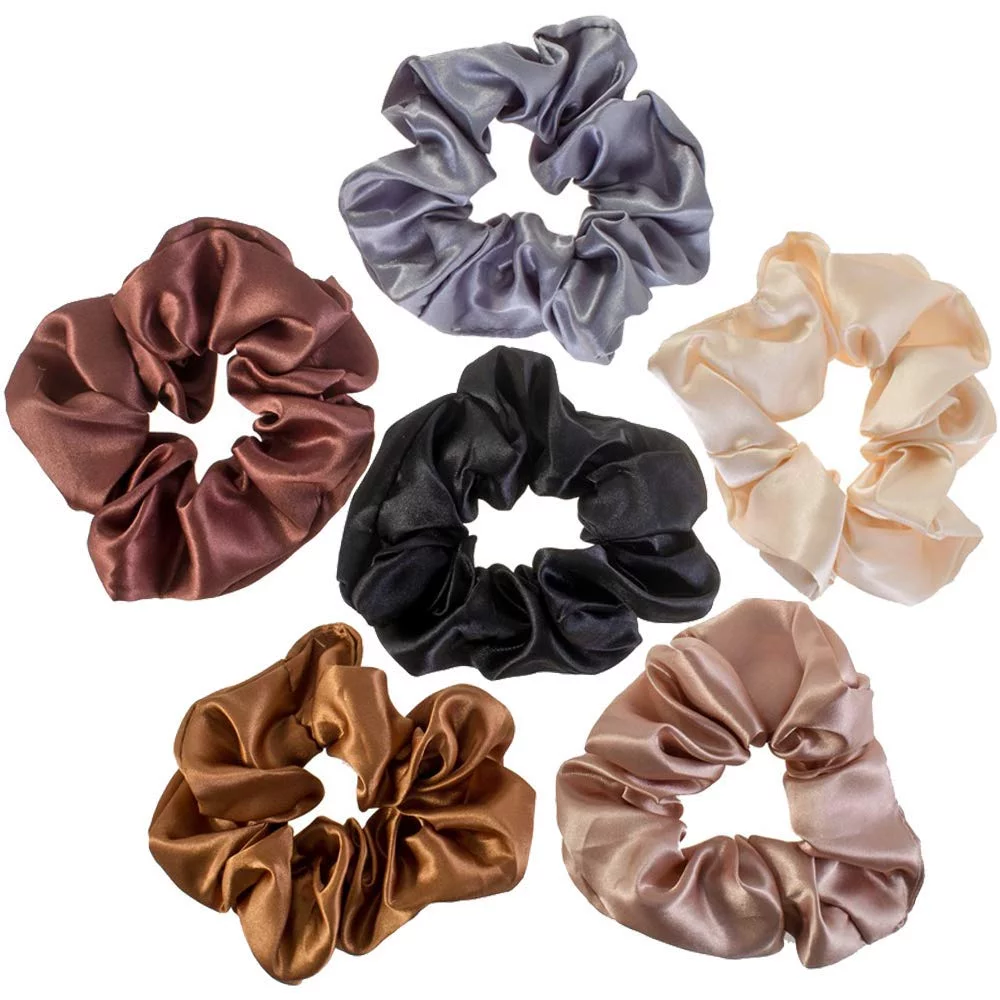
Hårsnoddar som kallas crunchie.

En annan typ av hårsnodd består av ett resårband som löper i en rymlig kanal av tyg som förekommer i olika färger och mönster. Dessa hårsnoddar kan även hemtillverkas. En sådan kallas scrunchie (scrunchies i plural). Nattklubbsartisten Rommy Hunt Revson patenterade scrunchien 1987 och hon utformade den efter sin elastiska pyjamas. Flera källor anger också Philips E. Meyers som den ursprungliga uppfinnaren under 1960-talet, men han fick aldrig patent på sin uppfinning och den förblev i stort sett okänd fram tills Revsons patent. Scrunchies var populära i slutet av 1900-talet och blev vanliga igen i slutet av 2010-talet till följd av att flera kända profiler uppmärksammat den, såsom Hailey Bieber, Bella och Gigi Hadid, Selena Gomez och JoJo Siwa.
Icke-elastiska hårband förekommer också, endera ensamma i frisyrer med mindre hållfasthetskrav eller som en dekoration ovanpå elastiska hårsnoddar. En väl använd och därför lite uppruggad rundläderrem kan hålla ihop håret nästan lika effektivt som en elastisk hårsnodd.
För andra håruppsättningar används bland annat hårnålar och hårspännen.